# Alfred Moisiu
Alfred Spiro Moisiu (født 1. december 1929) er en albansk militærperson og politiker, der var Albaniens præsident fra 2002 til 2007.

## Familiemæssig baggrund
Alfred Moisiu blev født 1. december 1929 i Shkodra i det daværende kongerige Albanien som søn af Spiro Moisiu. En slægtning var den berømte skuespiller Alexander Moissi (1879-1935), der i mange år levede i Wien.

## I modstandsbevægelsen. Uddannelse i Sovjetunionen
Alfred Moisiu deltog som ung i modstandsbevægelsen mod den tyske besættelse. Han kom til Sovjetunionen i 1946 hvor han fik en officersuddannelse på den militære ingeniørskole i det daværende Leningrad. Han kom tilbage til Albanien i 1948, hvorefter han gjorde tjeneste som delingsfører og som lærer på officersskolen og militærakademiet i Tirana. Han kom på ny til Sovjetunionen i 1952, hvor han i Moskva gennemgik videregående uddannelse på Akademiet for Militær Ingeniørvidenskab frem til 1958. Han bestod med udmærkelse.

## Tjeneste i Albanien. Doktorgrad
Alfred Moisiu vendte herefter tilbage til Albanien for at forrette tjeneste i ingeniørtropperne. Senere fulgte han generalstabskurser i Tirana og blev chef for en pontonbrigade, indtil han i 1971 fik ledelsen af et kontor i forsvarsministeriet, der havde ansvaret for befæstningsarbejder. Det var i den periode, at der blev bygget et stort antal små bunkers over hele Albanien. Alfred Moisiu opnåede i 1979 en doktorgrad i militærvidenskab.

## Ministerposter i Hoxha-tiden. Degradering?
Moisiu var viceforsvarsminister under ministrene Beqir Balluku, Mehmet Shehu og Kadri Hasbiu fra 1981 til oktober 1982, dvs. på dét tidspunkt hvor Mehmet Shehu – formentlig – kom uoverens med Enver Hoxha og blev likvideret. Alfred Moisiu blev i 1982 forflyttet til Burrel, hvor han – sandsynligvis som en politisk degradering – gjorde tjeneste som chef for en mindre enhed af ingeniørtropperne frem til 1984, hvor han blev pensioneret 55 år gammel.

## Overgangsperioden
I overgangsperioden fra december 1991 til april 1992 efter Hoxha-styrets sammenbrud blev han forsvarsminister i Vilson Ahmetis overgangsregering af 'teknokrater', hvorefter demokraten Aleksander Meksi blev premierminister. 
Herefter var Alfred Moisiu rådgiver for forsvarsministeren indtil han – i 1994 – blev viceforsvarsminister. Én af hans bestræbelser gik ud på at forberede en tilknytning til og senere – om muligt – en optagelse i NATO. Alfred Moisiu tog i 1994 initiativ til oprettelsen af den Albanske Atlantsammenslutning og han blev dens første formand. Efter at Sali Berishas styre blev væltet i 1997 og der blev dannet en socialistisk ledet regering under Fatos Nano blev Alfred Moisiu afskediget som viceforsvarsminister.

## Præsident 2002-2007
Da parlamentet i 2002 skulle vælge præsident efter socialisten, fysikprofessor Rexhep Meidani nåede partierne til enighed om, at Alfred Moisiu skulle være en såkaldt konsensus-kandidat, omend det skete efter betydeligt pres fra forskellige internationale organisationer.
Alfred Moisiu viste sig at være en 'synlig' præsident, der lagde vægt på at styrke demokratiet og det parlamentariske arbejde. Han udtalte sig skarpt mod korruption og magtmisbrug og irriterede dermed flere gange premierminister Fatos Nano, der måtte gå af efter valget i 2005 og senere premierminister Sali Berisha. Alfred Moisius præsidentperiode sluttede i juli 2007, hvor han var 77 år. Han havde tilbudt at fortsætte, men Demokraterne ønskede ham ikke genvalgt. Han blev efterfulgt af Bamir Topi.